# 挑戦! ゴールデンベル
『挑戦! ゴールデンベル』（ちょうせん! ゴールデンベル、朝鮮語: 도전! 골든벨）は、韓国放送公社のKBS第1テレビで放映される韓国の青少年対象のクイズ番組である。高校生を対象とし、毎回韓国の高校の代表100人が参加する。

## 進行方式
50問の問題が出題され、学生は問題を聞いて答えを自分のボードに書いて解く。問題を当てられなかった生徒は場外に出るようになり、問題を解くほど生き残った生徒の数が少なくなる。
最後まで生き残った一人を「最後の一人」(최후의 1인)と言い、最後の一人が最後の50問目まで解き明かすと「ゴールデンベル」を鳴らすことができ、「名誉の殿堂」に名を連ねるようになる。